# فقر در ایالات متحده

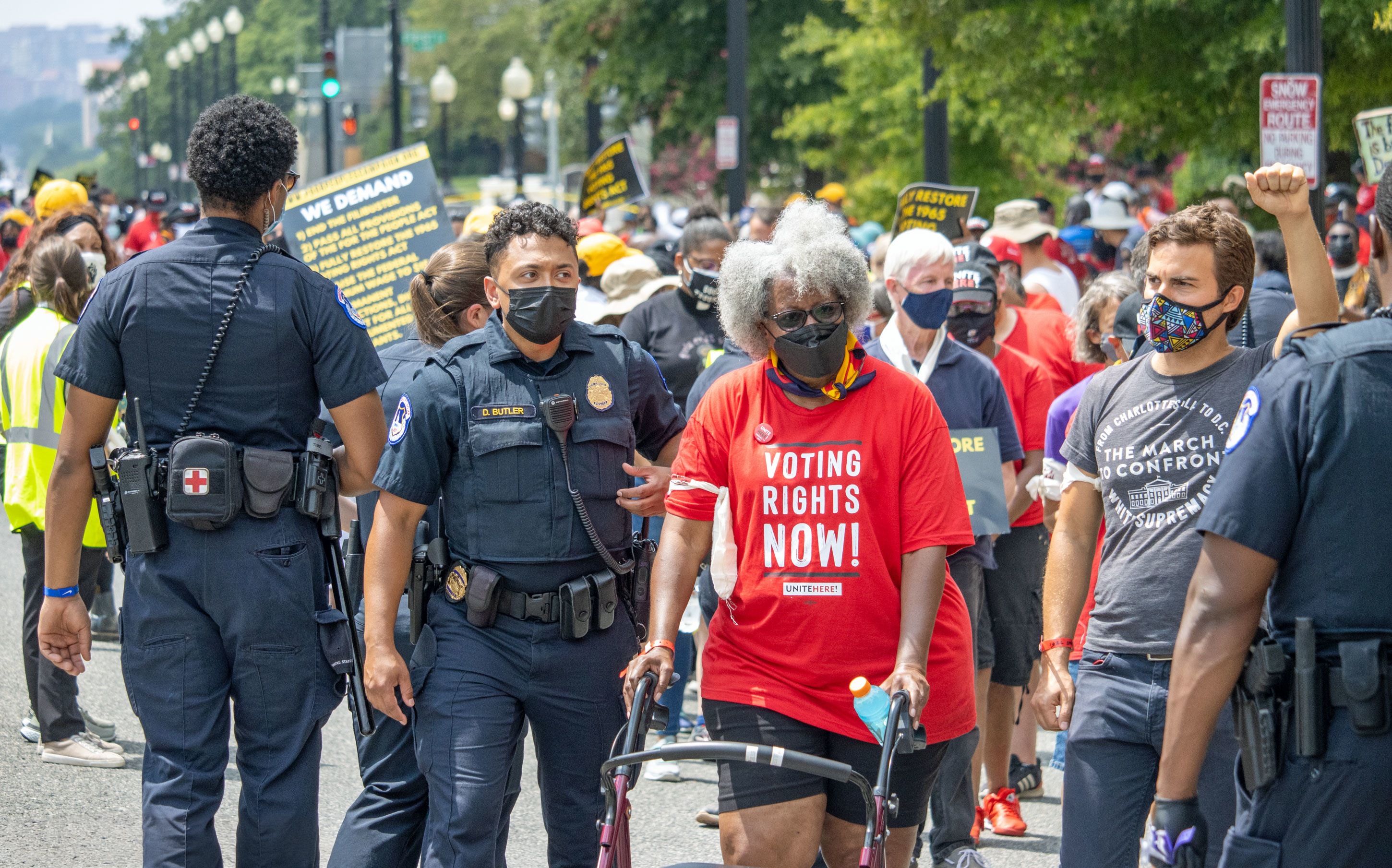
تظاهرات بر علیه فقر در ایالات متحده، در یک کمپین به سود شهروندان فقیر.

در ایالات متحده آمریکا، فقر پیامدهای اجتماعی و سیاسی داشته‌است. در موردهایی، به موضوع تظاهرات مردم تبدیل شده‌است. برای سال ۲۰۲۱ پس از ضربه سنگین همه‌گیری کووید به اقتصاد کشور، درصد آمریکایی‌های فقیر به ازای اس‌پی‌ام، ۷.۸ درصد و به‌ازای او‌پی‌ام حدود ۱۱ درصد بوده‌است.
این کشور با استانداردهای جهانی، پیشرفته و ثروتمند شمرده می‌شود اما این به معنای نداشتن مطلق فقر، نیست و در مواردی، پس از همه‌گیری ویروس کووید، آمار فقر افزایش قابل توجهی داشته‌است. پس از اینکه برای مدت طولانی بالاتر از دیگر کشورهای سازمان همکاری توسعه اقتصادی بود، نرخ فقر در ایالات متحده به‌طور قابل توجهی کاهش یافته‌است، به دلیل رشد اقتصادی قوی که این کشور پس از پایان بحران اقتصادی ۲۰۰۸  تجربه کرده‌است.

## اندازه گیری فقر در ایالات متحده
دو روش مختلف برای اندازه گیری فقر وجود دارد : به طور مطلق (با تعیین آستانه درآمد لازم برای رفع نیازهای اساسی) یا به طور نسبی (با تعیین آستانه متناسب با درآمد متوسط مثلاً ۵۰٪). ایالات متحده (و همچنین کانادا ) از یک آستانه مطلق استفاده می کند، که مقایسه با اکثر کشورهای ثروتمند دیگر را که از آستانه نسبی استفاده می کنند، دشوار می کند.
اگر ایالات متحده را با کشورهای جنوب صحرای آفریقا مقایسه کنیم، بدیهی است که فقر فیزیکی در ایالات متحده  شدت کمتری دارد. ایالات متحده قحطی گسترده و کوتاه قدی شدید کودکان را که گاهی در کشورهای بسیار فقیر دیده می شود، ندارد.با این حال، اکثر تحلیلگران استدلال می کنند که مقایسه مرتبط تر، گروه سایر کشورهای با اقتصاد بالا مانند کشورهای اتحادیه اروپا، کانادا، ژاپن، استرالیا و غیره خواهد بود. در مقایسه فقر در ایالات متحده با این کشورهای OECD، متوجه می‌شویم که فقر آمریکا هم شایع‌تر و هم شدیدتر است.

### آمار رسمی
اداره سرشماری ایالات متحده ( Census Bureau ) خط فقر را بر اساس معیارهای مختلف منتشر می کند؛ به عنوان مثال، برآوردهای ملی فقر، طبقه بندی شده بر اساس نوع مسکن، قومیت، و سایر ویژگی های جمعیتی و اجتماعی-اقتصادی. وزارت بهداشت و خدمات انسانی ( HHS ) آستانه های خود را برای اهداف اداری منتشر می کند، مانند تعیین اینکه آیا یک فرد یا خانواده واجد شرایط دریافت کمک های عمومی از یک برنامه فدرال هستند یا خیر.
از دهه ۱۹۶۰، دولت ایالات متحده فقر را به صورت مطلق تعریف کرده است. خط فقر مطلق مربوط به آستانه ای است که مردم در زیر آن قرار دارند، کمبود منابع برای رفع نیازهای اولیه برای یک زندگی آبرومندانه و نداشتن درآمد کافی برای خوردن غذای کافی و داشتن مسکن و پوشاک برای حفظ سلامتی».
آستانه ها سالانه بر اساس نرخ رسمی تورم به روز می شوند  .
برای مثال در سال 2021، اداره سرشماری تخمین زد که 11.6 درصد از آمریکایی ها - تقریباً 38 میلیون نفر - در سطح فقر یا زیر سطح فقر زندگی می کردند. در آن سال، آستانه فقر برای یک خانواده چهار نفره 27740 دلار و برای یک فرد 13788 دلار بود.

### آستانه های رسمی فعلی (اندازه گیری مطلق)
| تعداد افراد در هر خانوار      | ۴۸ ایالت | آلاسکا  | هاوایی  |
| ----------------------------- | -------- | ------- | ------- |
| ۱                             | ۱۰۸۳۰ $  | ۱۳۵۳۰ $ | ۱۲۴۶۰ $ |
| ۲                             | ۱۴۵۷۰ $  | ۱۸۲۱۰ $ | ۱۶۷۶۰ $ |
| ۳                             | ۱۸۳۱۰ $  | ۲۲۸۹۰ $ | ۲۱۰۶۰ $ |
| ۴                             | ۲۲۰۵۰ $  | ۲۷۵۷۰ $ | ۲۵۳۶۰ $ |
| ۵                             | ۲۵۷۹۰ $  | ۳۲۲۵۰ $ | ۲۹۶۶۰ $ |
| ۶                             | ۲۹۵۳۰ $  | ۳۶۹۳۰ $ | ۳۳۹۶۰ $ |
| ۷                             | ۳۳۲۷۰ $  | ۴۱۶۱۰ $ | ۳۸۲۶۰ $ |
| ۸                             | ۳۷۱۰۰ $  | ۴۶۲۹۰ $ | ۴۲۵۶۰ $ |
| برای هر فرد اضافی، اضافه کنید | ۳۷۴۰ $   | ۴۶۸۰ $  | ۴۳۰۰ $  |

## سیر تحول نرخ فقر

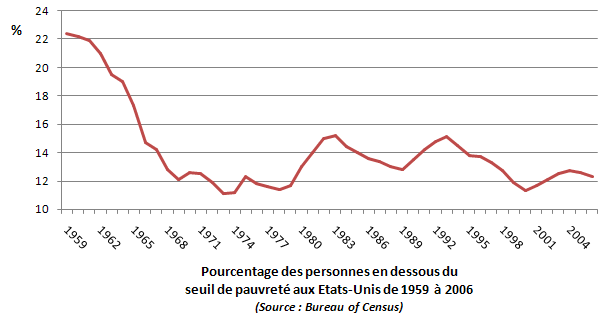
نرخ فقر مردم از سال ۱۹۵۹ تا ۲۰۰۶ در ایالات متحده

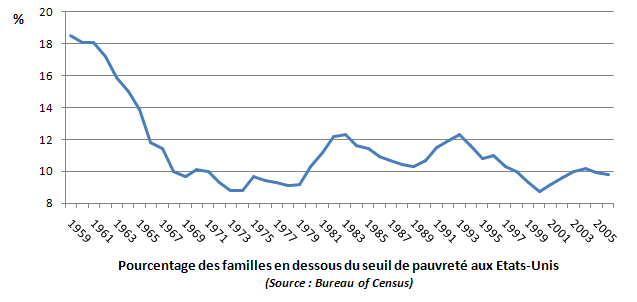
نرخ فقر خانواده از سال ۱۹۵۹ تا ۲۰۰۶ در ایالات متحده

نرخ فقر و تعداد افراد فقیر از سال ۱۹۵۹ تا ۲۰۱۷ در ایالات متحده

نرخ فقر در ایالات متحده از پایین ترین سطح خود یعنی ۱۱٫۳٪ در سال ۲۰۰۰ تغییراتی داشته است؛ ۱۲٫۷ درصد در سال ۲۰۰۴ و ۱۲٫۳٪ در سال ۲۰۰۶. این بدان معناست که ۳۷ میلیون نفر در سال ۲۰۰۴ زیر خط فقر رسمی بودند. این رقم ۵٫۴ میلیون بیشتر از سال ۲۰۰۰ است. آمار کودکان فقیر زیر سن قانونی از ۱۶٫۲٪ به ۱۷٫۸٪ در همان دوره افزایش یافته است.
در سال ۱۹۵۹، ۲۲٫۴٪ جمعیت فقیر بودند. خط فقر برای یک خانواده چهار نفره ۲۹۷۳ $  بود، در حالی که درآمد متوسط ۶۹۷۳ $  بود. بنابراین خط فقر ۴۲٫۶۴٪ کمتر از درآمد متوسط است.
در سال ۲۰۰۶، ۳۶٫۵ میلیون نفر زیر خط فقر زندگی می کردند، افزایش جمعیت از ۲۸۱٫۴ میلیون در سال ۲۰۰۰ به ۳۰۰ میلیون در سال ۲۰۰۶ افزایش یافت بیانگر این نکته است که با وجود کاهش نرخ فقر، تعداد افراد فقیر واقعا کمی تغییر داشته است.
در سال ۲۰۰۶، ۴٫۹درصد از زوج های متاهل فقیر هستند، یعنی ۲٫۹ میلیون نفر در مقایسه با ۲۸٫۳درصد ( ۴٫۱ میلیون ) برای زنانی که به تنهایی یا خانواده های بدون پدر زندگی می کنند.
در سال ۲۰۱۱، این نسبت ۱۵٪ بود، برای آستانه ۲۲۸۱۱ $  و درآمد متوسط ۷۵۱۴۸ $. خط فقر در آن زمان ۳۰٫۳۵٪ از درآمد متوسط بود; بنابراین شکاف درآمدی بین یک خانواده فقیر و یک خانواده متوسط در پنجاه سال گذشته به طور قابل توجهی افزایش یافته است.

### تحرک اجتماعی و فقر

#### کتاب مایکل کاکس
مایکل کاکس، اقتصاددان لیبرال، مدافع خودخوانده سرمایه داری، عضو مؤسسه کیتو و عضو انجمن اقتصادی مون پلرن، و ریچارد آلم، روزنامه نگار اقتصادی در اخبار صبحگاهی دالاس (Dallas Morning News) کتابی را در مورد این موضوع تالیف کردند. به گفته آنها ۷۵درصد خانواده های فقیر اولیه به یکی از سه پنجک ثروتمندتر نقل مکان کردند. کتاب آنها ادعا می کند که آمریکایی ها به لطف سرمایه داری بهتر و بهتر زندگی می کنند و برای توجیه آن به قیمت کالاهای مصرفی متکی است. با این حال، کتاب آنها هیچ توجهی به بهداشت، شرایط کار، قیمت انرژی، یا آموزش ندارد.

#### مطالعه OECD
بر اساس مطالعه ای که توسط سازمان همکاری اقتصادی و توسعه (OECD) انجام شده است، تحرک اجتماعی در ایالات متحده کمتر از اروپا است.
آمریکایی هایی که والدینشان به فقیرترین پنجک تعلق دارند،در ۴۰٪ موارد بهبودی در وضعیت اجتماعی خود نخواهند دید.

### معایب اندازه گیری

#### انتقاد از راستگرایان آمریکایی و کارفرمایان
از سال ۱۹۹۵ ، مناقشات به وجود آمده ، توسط کارفرمایان آمریکایی مطرح شده است.
در واقع، با روش فقر نسبی، افزایش دستمزد میانه با افزایش خط فقر مطابقت دارد که همچون اثر مکانیکی افزایش تعداد «فقرا» است، در حالی که به گفته محافل تجاری و راست گرای آمریکا، افزایش نابرابری در یک جامعه چیز بدی نخواهد بود.
با اشاره به اینکه "محاسبه رسمی فقر در ایالات متحده ناقص بود و به درستی مردم را در مورد اینکه چه کسی فقیر است و چه کسی فقیر نیست آگاه نمی کرد. سازمان دولتی شورای تحقیقات ملی ایالات متحده گروهی از محققان را به ریاست رابرت مایکل، رئیس سابق دانشکده مطالعات سیاست عمومی هریس در دانشگاه شیکاگو  را مأمور کرد تا در مورد این سؤال فکر کنند. او مدل جدیدی را بر اساس درآمد قابل تصرف پیشنهاد کرد که شامل بلیط رستوران، وعده های غذایی در مدرسه و کمک به مسکن می شود. با این حال، هزینه‌هایی را که نمی‌توانند نیازهای اساسی را برآورده کنند، مانند مالیات بر درآمد، هزینه‌های مدرسه، هزینه‌های پزشکی، حق بیمه، و هزینه‌های مربوط به کار، از جمله مراقبت از کودکان را کسر می‌کند.
جمهوری خواهان می خواهند اوباماکر را لغو کنند که تعداد افراد تحت پوشش بیمه سلامت را افزایش داده بود. آنها همچنین از ایده کاهش دسترسی به کمک های اجتماعی برای فقرا با شرطی کردن آنها برای کار دفاع می کنند. بنابراین، افراد فقیر بیکار دسترسی خود را به پوشش بهداشتی از دست خواهند داد. یا حتی کمک های غذایی اعطایی به صورت کوپن ( کوپن غذا ) را محدود می شود.

## بی خانمان ها

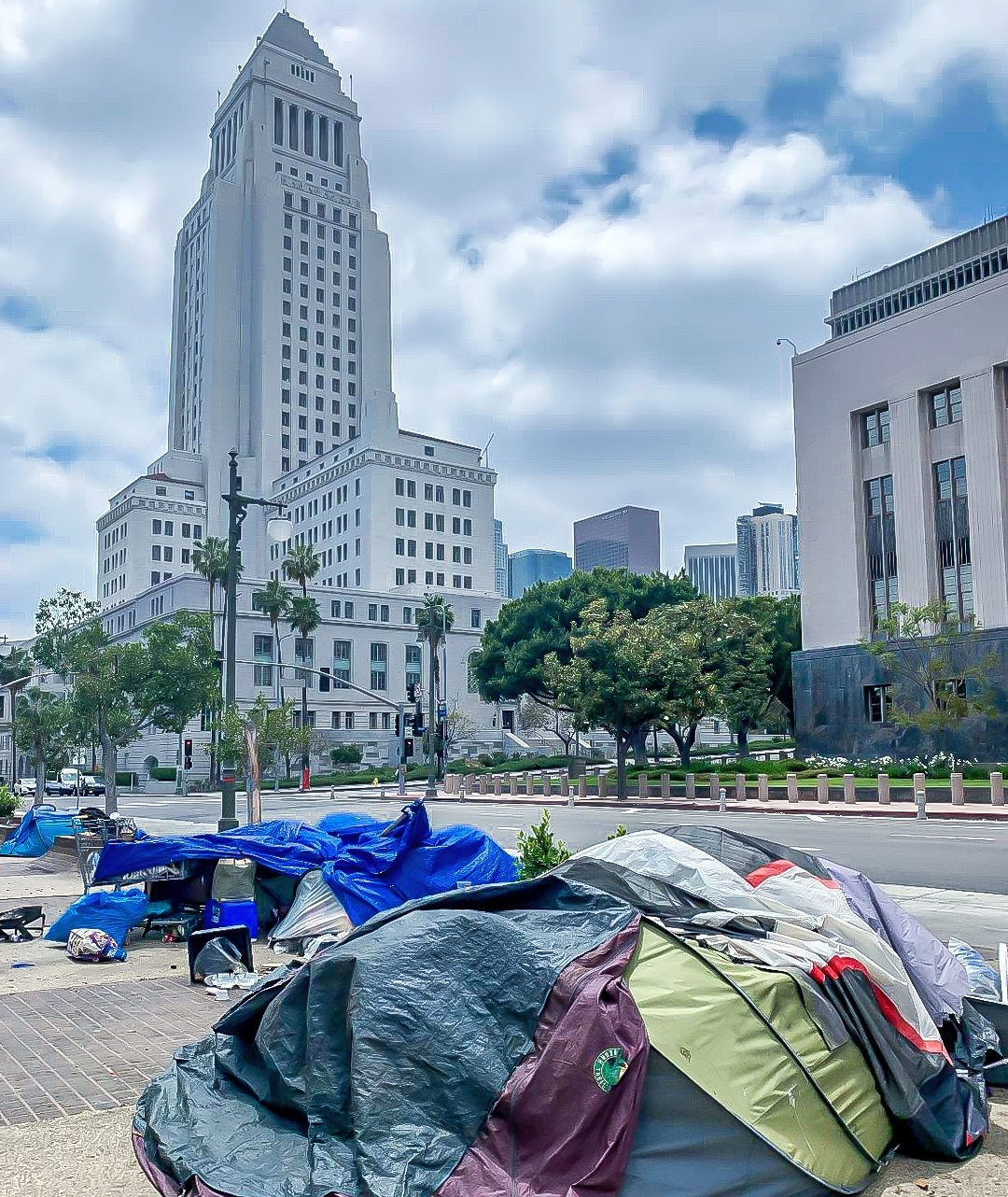
کالیفرنیا، لس آنجلس،

از دهه ۱۹۸۰، تعداد بی خانمان های آمریکایی افزایش قابل توجهی داشته است. به گزارش عفو بین الملل، تعداد خانه های خالی در ایالات متحده ۵ برابر بیشتر از افراد بی خانمان است.
از سال ۲۰۱۴، تقریباً ۶۰۰۰۰۰ بی خانمان  وجود دارد که تعداد قابل توجهی از آنها اعضای سابق ارتش ایالات متحده هستند.
در سال 2018، 16.2٪ از کل کودکان (11.9 میلیون کودک) در فقر ایالات متحده زندگی می کردند - این تقریباً یک نفر از هر 6 کودک است.در سال 2015، نیز مرکز ملی بی خانمانی خانواده، داده های سطح ایالت را تجزیه و تحلیل کرد و دریافت که در سراسر کشور، 2.5 میلیون کودک در یک سال بی خانمان را تجربه می کنند. در شهر نیویورک بیش از ۲۲۰۰۰ کودک بی خانمان تخمین زده می شود که بالاترین تعداد از زمان رکود  است. بی خانمان ها به رکورد ۵۵ ۰۰۰ در لس آنجلس رسیدند. افزایش اجاره بها و فقدان قوانین حمایت از مستاجران در برابر مالکان از عوامل اصلی افزایش بی خانمانی است.
در بسیاری از شهرهای آمریکا، بی‌خانمان‌ها به دلیل موقعیتی که در آن قرار دارند، مجرم شناخته می‌شوند. خوابیدن در خیابان، نشستن در مکان های عمومی، گدایی، ادرار کردن (در شهرهایی که توالت عمومی تقریباً وجود ندارد) و بسیاری از تخلفات دیگر برای حمله  به «بلا»یی طراحی شده است که بی خانمانی خوانده می شود.

## غذا
در آمریکا بسیاری از مردم هر روز سخت کار می کنند، اما گاهی اوقات تهیه غذا و مسکن یک چالش است به این وضعیت فقر می گویند. در حالی که درآمد نقش مهمی ایفا می کند، فقر بر افراد از هر طبقه تأثیر می گذارد. مخصوصاً برای خانواده های دارای فرزند، رنگین پوستان و افراد دارای معلولیت دشوار است. در سال ۲۰۰۲، ۸۹٪ خانوارهای آمریکایی در تمام طول سال مشکلی برای دریافت غذای کافی نداشتند. الباقی ۱۱٪ مشکلاتی را حداقل به طور موقت تجربه کرده‌اند. از این ۱۱٪ یک سوم (۳٫۵٪) از خانواده ها تا جایی دچار مشکل شدند که حداقل یکی از اعضای خانواده در مقطعی در سال ۲۰۰۲ احساس گرسنگی کرد.
در سال ۲۰۰۹، با بدتر شدن بحران، ۲۸ میلیون نفر کوپن غذا دریافت کردند، در حالی که برنامه های غذایی فدرال با هدف تغذیه دانش آموزان بعد از مدرسه شاهد افزایش حضور آنها در مدرسه بود.
یک مطالعه آمریکایی که در نوامبر ۲۰۰۹ منتشر شد، نشان می‌دهد که از هر دو کودک زیر ۲۰ سال ، یک نفر در سی سال گذشته، حداقل یک بار به کوپن غذا متوسل شده است:«کودکان آمریکایی در معرض خطر بالای تجربه دوره‌ای هستند که طی آن خانواده‌هایشان در فقر فرو می‌روند، همانطور که استفاده آنها از کوپن‌های غذایی نشان می‌دهد».  نویسندگان این مطالعه ادعا می کنند که «کودکان آمریکایی با بالاترین سطح فقر در جهان توسعه یافته غرب مواجه هستند».
تعداد افرادی که در خانواده‌ها قادر به غذا خوردن نیستند از سال ۲۰۰۷ تا ۲۰۱۱ با ۱۴ میلیون افزایش به ۵۰ میلیون رسید 
در سال ۲۰۱۴، ۴۷ میلیون آمریکایی کوپن کمک غذایی دریافت کردند.

## شاخص فقر انسانی

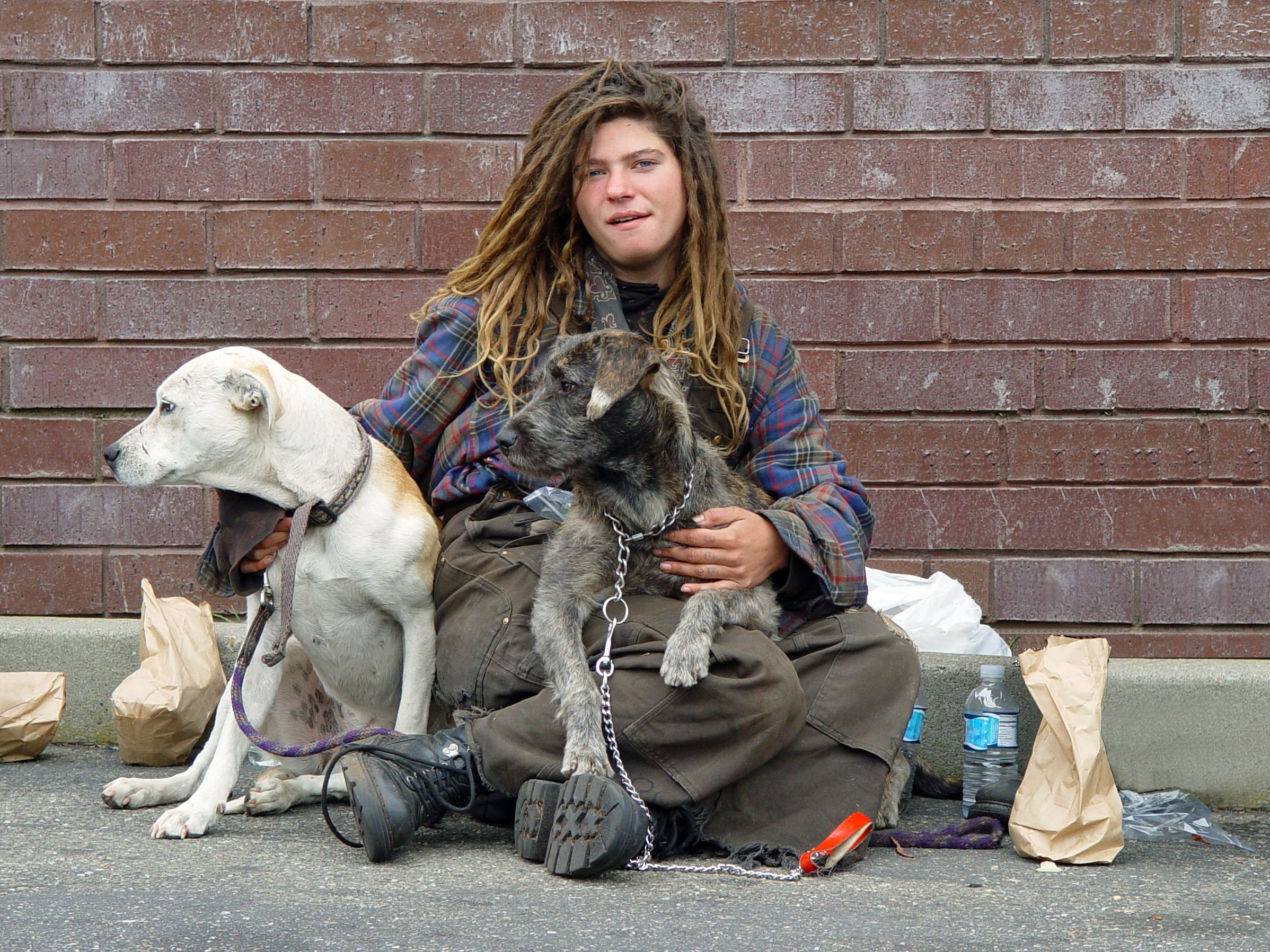
خانم بی خانمان، سان فرانسیسکو

از دیدگاه بین المللی، برنامه توسعه ملل متحد، ایالات متحده را در سال ۲۰۰۶ در جایگاه شانزدهم طبق شاخص فقر HPI-2 در 18 کشور توسعه یافته قرار می دهد.
از سال ۲۰۱۴، امید به زندگی در ایالات متحده کاهش یافته است، به ویژه برای فقرا، که به طور فزاینده ای در معرض خطر خودکشی یا مصرف بیش از حد (اوردوز مصرف مواد مخدر، دارو، الکل) هستند.
در حالی که درآمد ۵۰٪ مردمِ فقیرتر آمریکا از اوایل دهه ۱۹۸۰ افزایش نداشته است، درآمد ۱٪ ثروتمند این کشور، بیش از سه برابر شده است. از سوی دیگر، در حالی که درآمد آنها افزایش نمی یابد، ارزش دارایی های مستغلات طبقات کارگر در حال کاهش است. در سال ۲۰۰۰، ۶۶٪ مالک خانه خود بودند، در حالی که در سال ۲۰۱۶ تنها ۵۷٪  مالک بودند.
به گفته یوانا مارینسکو، محقق آمریکایی،«بسیار به حقیقت نزدیک است که فقر به ویژه در ایالات متحده می کشد (منجر به مرگ می شود) زیرا بیمه اجتماعی و سیاست های کمکی برای محروم ترین افراد در میان کشورهای ثروتمند بسیار بخیلانه است.»

## افسردگی بزرگ
گروهی که به ویژه در برابر فقر آسیب‌پذیر بودند، شامل کشاورزان فقیرِ سهم‌بر و کشاورزان مستاجر در جنوب بودند. این کشاورزان حدود یک چهارم جمعیت جنوب را تشکیل می‌دادند و بیش از یک سوم این افراد، آمریکایی‌های آفریقایی‌تبار بودند. جیمز تی. پترسون، مورخ، از این افراد به عنوان «فقر قدیمی» یاد می‌کند، برخلاف «فقر جدید» که پس از شروع رکود بزرگ پدیدار شد.
در طول رکود بزرگ، دولت هیچ بیمه بیکاری ارائه نمی‌کرد، بنابراین افرادی که شغل خود را از دست می‌دادند به راحتی فقیر می‌شدند. افرادی که شغل یا خانه خود را از دست می‌دادند در حلبی‌آبادها یا هوورویل‌ها زندگی می‌کردند. بسیاری از برنامه‌های نیو دیل برای افزایش اشتغال و کاهش فقر طراحی شده بودند. اداره امداد اضطراری فدرال به طور خاص بر ایجاد شغل برای کاهش فقر تمرکز داشت. مشاغل گران‌تر از پرداخت‌های نقدی مستقیم (به نام «کمک هزینه») بودند، اما از نظر روانی برای بیکارانی که هر نوع شغلی را برای روحیه می‌خواستند، مفیدتر بودند. از دیگر ابتکارات نیو دیل که با هدف ایجاد شغل و رفاه انجام می‌شد، می‌توان به سپاه حفاظت غیرنظامیان و اداره کارهای عمومی اشاره کرد. علاوه بر این، نهاد تأمین اجتماعی یکی از بزرگترین عواملی بود که به کاهش فقر کمک کرد.

## یادداشت ها و منابع
1. ↑  «America's Poor Are Worse Off Than Elsewhere». Confronting Poverty (به انگلیسی). دریافت‌شده در ۲۰۲۵-۰۴-۱۲.
2. ↑  "What does living at the poverty line look like in the US?". USAFacts (به انگلیسی). Retrieved 2025-04-12.
3. ↑  (انگلیسی) 2009 HHS Poverty Guidelines - U.S. Department of Health & Human Services
4. ↑  (انگلیسی) Historique des taux de pauvreté par familles, de 1959 à 2006 - US Census Bureau
5. ↑  (انگلیسی) Historique des taux de pauvreté et du nombre de pauvres aux États-Unis, de 1959 à 2017 - US Census Bureau
6. ↑  Voir http://www.umt.edu/mansfield/internationalprograms/eep/participants/files/gender-economics-spring-2014.pptx
7. 1 2 3  "Michael Cox – Federal Reserve Bank Chief Economist, Champion of Capitalism, Author of Pulitzer Prize-nominated book, Myths of Rich and Poor: Why We're Better Off Than We Think". promenadespeakers.com (به فرانسوی). Archived from the original on 30 August 2014. Retrieved 20 August 2023..
8. ↑  (انگلیسی) The Poverty Hype, Walter Williams
9. ↑  "Myths of Rich and Poor: Why We're Better Off Than We Think". minneapolisfed.org (به انگلیسی).[پیوند مرده].
10. 1 2  "Intergenerational Transmission of Disadvantage : Mobility or Immobility across Generations ? A Review of the Evidence for OECD Countries »" (PDF). OECD Social Policy, Employment and Migration Working Papers (به انگلیسی). 2007..
11. ↑  (انگلیسی) Poverty definition flawed, more accurate measure needed, par William Harms - sur le site de l'Université de Chicago
12. 1 2 3 4  "La pauvreté tue, la preuve aux Etats-Unis". Libération.fr (به فرانسوی). 2019-05-06. Retrieved 2019-05-06.
13. ↑  "Vacant Houses Outnumber Homeless People in U.S." TruthDig (به انگلیسی). 2011..
14. ↑  "The State of Homelessness in America 2014" (PDF). National Alliance to End Homelessness (به انگلیسی). 2014..
15. ↑  «Poverty Facts». www.povertyusa.org. دریافت‌شده در ۲۰۲۵-۰۴-۱۲.
16. ↑  "Dasani's Homeless Life". New York Times (به انگلیسی). 2013..
17. ↑  Matt Morrison (22-2-2019). "High rents create a new class of hidden homeless in Los Angeles". cbsnews.com. {{cite web}}: Check date values in: |date= (help)
18. ↑  "Statement on Visit to the USA, by Professor Philip Alston, United Nations Special Rapporteur on extreme poverty and human rights*". ohchr.org (به انگلیسی). 2017-12-15..
19. ↑  «Understanding Poverty in America: Causes and Solutions | Feeding America». www.feedingamerica.org. دریافت‌شده در ۲۰۲۵-۰۴-۱۲.
20. ↑  (انگلیسی) Household Food Security in the United States, 2002 بایگانی‌شده  در ۱۳ سپتامبر ۲۰۰۷ توسط Wayback Machine - United States Department of Agriculture پی‌دی‌اف.
21. ↑  Megan Greenwell, The Last Hope for Hungry Kids, The Washington Post, 30 mai 2009
22. ↑  (انگلیسی) Mark R. Rank, Thomas A. Hirschl, « Estimating the Risk of Food Stamp Use and Impoverishment During Childhood ", Arch Pediatr Adolesc Med. 2009;163(11):994-999.
23. ↑  " Les petits Américains, les plus pauvres du monde développé » بایگانی‌شده  در ۳ مارس ۲۰۱۶ توسط Wayback Machine, Le Figaro, 3 novembre 2009.
24. ↑  "Des millions d'Américains ont faim". La Presse (به فرانسوی). 2013..
25. ↑  Food Banks Anticipate Impact of Cuts to Food Stamps - New York Times - 2014
26. ↑  " Le nouveau Farm Bill protège les agriculteurs américains contre les chutes des cours " - Le Monde - 11.02.2014
27. ↑  "Great Depression: American Social Policy". Social Welfare History Project (به انگلیسی). 2011-01-20. Retrieved 2019-12-11.
28. ↑  PATTERSON, James T. (2009-06-30). America's Struggle against Poverty in the Twentieth Century (به انگلیسی). Harvard University Press. ISBN 978-0-674-04194-3.
29. ↑  "Economics & Poverty". depts.washington.edu. Retrieved 2019-12-10.
30. ↑  "::: Federal Emergency Relief Administration (FERA) Photographs of King County, 1933-1935 :::". content.lib.washington.edu. Retrieved 2019-12-10.
31. ↑  Poverty in 13 states is worse than we thought Washington Post November 8, 2013

## مطالعه بیشتر

### مقالات مرتبط
- کمک حقوقی در ایالات متحده
- فقر
- حمایت اجتماعی در ایالات متحده
- فقر در فرانسه
- کم کار
- رتبه بندی کشورها بر اساس شاخص فقر انسانی در سال ۲۰۰۰